# Большой Карныш
Большой Карныш — река в России, протекает в Никольском районе Вологодской области. Устье реки находится в 48 км по правому берегу реки Лундонга. Длина реки составляет 12 км.
Исток реки расположен восточнее села Никольское и нежилой деревни Горка в 42 км к юго-западу от Никольска. Река течёт по ненаселённому лесу в южном направлении.

## Данные водного реестра
По данным государственного водного реестра России относится к Верхневолжскому бассейновому округу, водохозяйственный участок реки — Унжа от истока и до устья, речной подбассейн реки — Бассей притоков Волги ниже Рыбинского водохранилища до впадения Оки. Речной бассейн реки — (Верхняя) Волга до Куйбышевского водохранилища (без бассейна Оки).
По данным геоинформационной системы водохозяйственного районирования территории РФ, подготовленной Федеральным агентством водных ресурсов:
- Код водного объекта в государственном водном реестре — 08010300312110000014535
- Код по гидрологической изученности (ГИ) — 110001453
- Код бассейна — 08.01.03.003
- Номер тома по ГИ — 10
- Выпуск по ГИ — 0